# Triassoxyela orycta
Triassoxyela orycta  (лат.) — ископаемый вид пилильщиков рода Triassoxyela из семейства Xyelidae. Один из древнейших представителей отряда перепончатокрылые. Обнаружен в триасовых ископаемых останках (Средняя Азия, Кыргызстан, Madygen, Dzhailoucho, карнийский ярус, около 230 млн лет). Длина тела 20,0 мм, длина переднего крыла 14,0 мм. 
Вид Triassoxyela orycta был впервые описан в 1969 году советским и российским энтомологом Александром Павловичем Расницыным (ПИН РАН, Москва, Россия). Включён в состав рода Triassoxyela Rasnitsyn 1964 вместе с видами T. grandipennis, T. kirgizica, T. foveolata.